# Opostegoides uvida
Opostegoides uvida là một loài bướm đêm thuộc họ Opostegidae. Nó được Edward Meyrick miêu tả năm 1915. Nó được tìm thấy ở Maskeliya, Sri Lanka.